# Мизрахи, Рашела
Рашела Мизрахи (макед. Рашела Мизрахи, род. 24 ноября 1981, Скопье, Югославия) — северомакедонский политик. Стала первой еврейкой, назначенной министром в правительстве Северной Македонии.

## Биография
Рашела Мизрахи родилась 24 ноября 1981 года в Скопье, СФРЮ. Её родители, Виктор и Лильяна Мизрахи, евреи; у неё есть брат Рахамим. Многие члены её семьи были отправлены в лагерь смерти Треблинка в период Холокоста, где и погибли.
Мизрахи окончила Университет Святых Кирилла и Мефодия в Скопье и получила степень доктора биохимии в Университете имени Бар-Илана в Израиле. С 2007 по 2009 годы работала ассистентом кафедры физиологии ветеринарного факультета Университета Святых Кирилла и Мефодия.

## Политическая карьера
Мизрахи присоединилась к националистической партии ВМРО-ДПМНЕ в 2017 году. 3 января 2020 года назначена министром труда и социальной политики, став первым министром еврейского происхождения в правительстве Северной Македонии; однако её назначение не обошлось без антисемитских нападок и комментариев, особенно со стороны членов Социал-демократического союза Македонии, что побудило председателя партии Зорана Заева публично извиниться. Мизрахи в течение карьеры уже сталкивалась с антисемитскими нападками и враждебной политической средой, ещё до того, как была назначена министром труда и социальной политики.

### Скандал и последующая отставка
Мизрахи оказалась в центре скандала, когда её сфотографировали перед табличкой с прежним названием страны — Республика Македония вместо Республика Северная Македония. Тогдашний министр иностранных дел Никола Димитров получил ноту протеста от правительства Греции, которое посчитало это нарушением Преспанского соглашения. 15 февраля 2020 года Собрание Северной Македонии проголосовало за отставку Мизрахи с должности 62 голосами «за» и 26 голосами «против».

### Избрание в парламент
На парламентских выборах в июне 2020 года Мизрахи была избрана в парламент Северной Македонии. Среди её текущих обязанностей — председательство в Межпарламентской группе дружбы Северная Македония — Израиль.